# Internationaler Tag gegen Hexenwahn

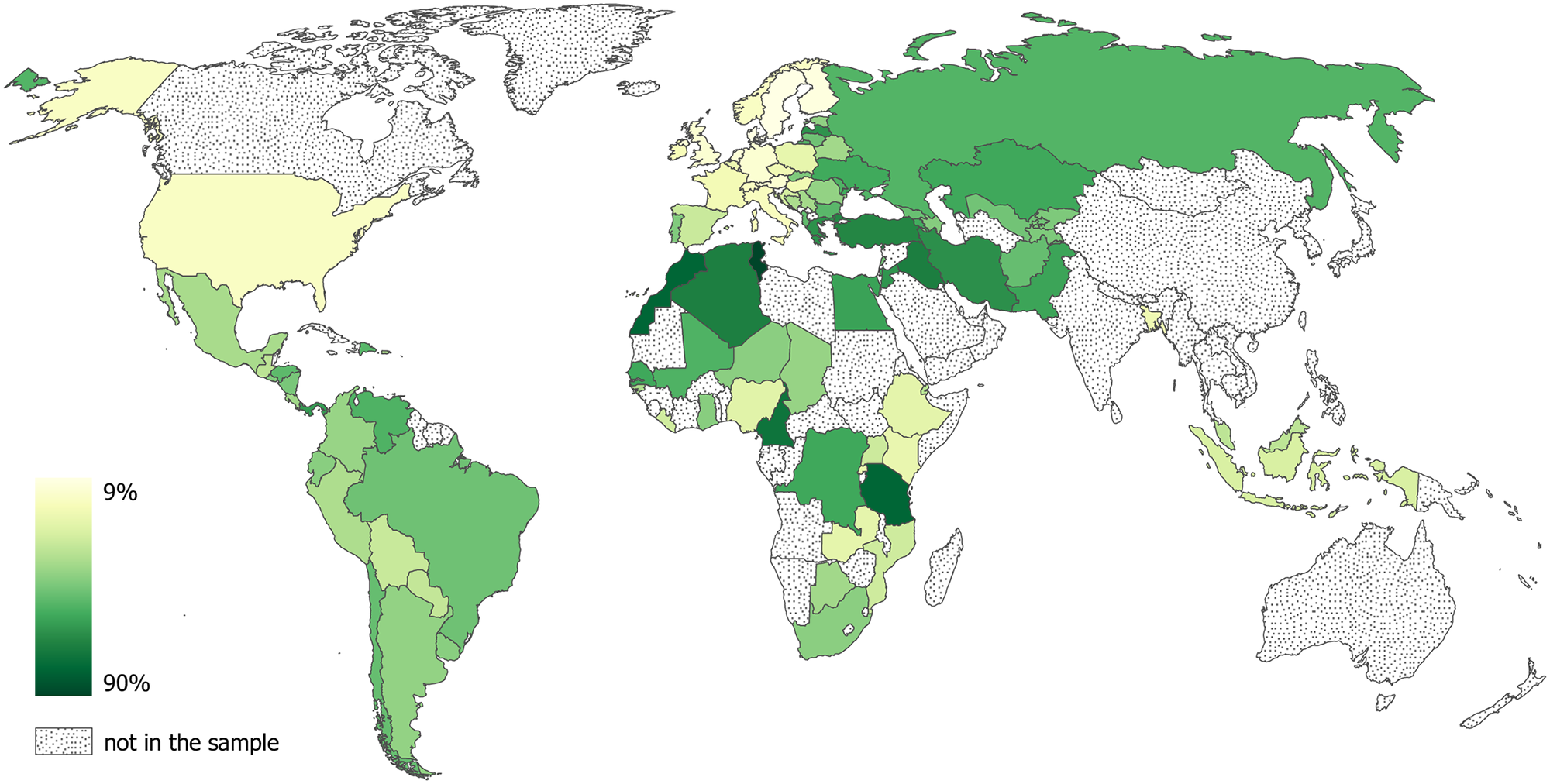
Hexenglaube weltweit, Bejahung der Frage:
Glauben Sie an den bösen Blick oder daran, dass bestimmte Menschen Flüche oder Zaubersprüche aussprechen können, die jemandem etwas Schlimmes zustoßen lassen?

Der Internationale Tag gegen Hexenwahn ist ein jährlich am 10. August begangener, weltweiter Gedenktag, der auf das Unrecht an Menschen aufmerksam machen soll, die als vermeintliche „Hexe“ beschuldigt, verfolgt und getötet werden.
Berichte über solche Moderne Hexenverfolgungen sind heute vor allem aus Afrika, Ozeanien und Lateinamerika bekannt. Die Gründe für die Beschuldigungen von Menschen als angebliche „Hexen“ sind vielfältig. Der Glaube an Hexerei spielt dabei eine Rolle. Armut, Not, Epidemien, soziale Krisen und mangelnde Bildung gelten in vielen Fällen als Auslöser. Motive für die Beschuldigungen sind aber auch Habgier und Rache, wo der Hexenglaube als Vorwand genutzt wird, um Rivalen loszuwerden oder sich persönlich zu bereichern.

## Geschichte

### Hintergrund
Entgegen der weit verbreiteten Annahme, dass Hexenverfolgungen der Vergangenheit angehören, finden sie heutzutage in noch 45 Ländern der Welt, überwiegend in Afrika, Ozeanien und Lateinamerika, statt. In der Demokratischen Republik Kongo sowie anderen afrikanischen Ländern ist das Phänomen des Hexenwahns eng mit dem Glauben an sogenannte Hexenkinder verbunden.
Es wird angenommen, dass dadurch seit 1960 weltweit mehr Menschen wegen angeblicher Hexerei getötet worden sind als in der großen europäischen Verfolgungsperiode. Die modernen Hexenjagden werden inzwischen vom UNHCR und der UNO kontinuierlich als massivste Missachtung der Menschenrechte kritisiert. Betroffen sind nach den Reports des UNHCR die sozial Schwächsten in der Gesellschaft: vor allem Frauen und Kinder sowie Alte und Außenseitergruppen.

### Gedenktag

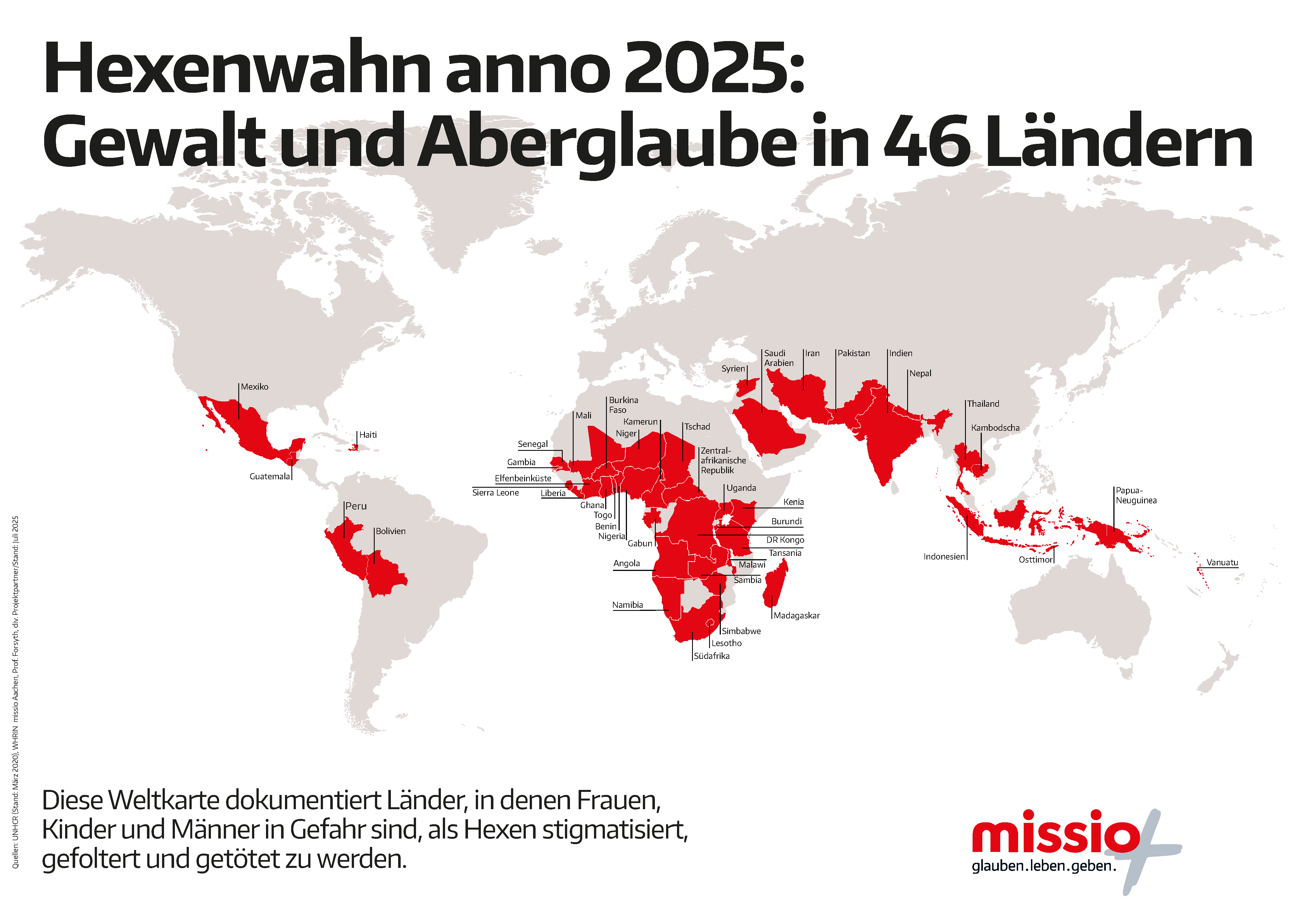
Die Weltkarte zeigt 46 Länder, in denen Hexenwahn vorkommt. (Stand: Juli 2025)

Der Internationale Tag gegen Hexenwahn wurde erstmals am 10. August 2020 vom Internationalen Katholischen Hilfswerk missio in Aachen ausgerufen, um über diese Art von Menschenrechtsverletzungen, die unter dem Vorwand vermeintlicher Hexerei vollzogen werden, aufzuklären und gegen diese vorzugehen. Die UN-Beauftragte Ikponwosa Ero begrüßt im Namen der „United Nations Special Procedures. Special Rapporteurs, Independent Experts and Workings Groups“ in einem Schreiben an missio vom 26. August 2020 die Einrichtung des Internationalen Tages gegen Hexenwahn.
Der Gedenktag ist 2020 in Papua-Neuguinea mit rund 3.000 Teilnehmerinnen und Teilnehmern begangen worden.
Anlass zur Ausrufung des Gedenktages ist das Martyrium einer Frau aus Papua-Neuguinea, die am 10. August 2012 von Bewohnern aus ihrem Dorf als „Hexe“ beschuldigt und tagelang gefoltert wurde. Sie überlebte die schweren Misshandlungen, konnte entkommen und mithilfe der Schweizer Ordensfrau Schwester Lorena Jenal in Sicherheit gebracht werden.